# Трианта
Трианта (лат. Triantha) — род травянистых растений семейства Тофилдиевые (Tofieldiaceae), впервые описанный как самостоятельный род в 1879 году. Распространённое название растений этого рода — Ложный асфодель.
Ранее часть учёных включили растения рода Triantha в род Tofieldia. Triantha отличается от Tofieldia железисто-опушенными стеблями и наличием семенных придатков. В 2011 году проведённое исследование двух клеточных ядер генов и десяти хлоропластов генов показало, что Triantha и Tofieldia имеют монофилетическое происхождение и тесно связанны между собой. Виды рода Triantha настолько тесно связаны между собой, что авторы не смогли установить какие-либо отношения между ними.
В августе 2021 года появилась информация, что вид Triantha Occidentalis является плотоядным, растение заманивает насекомых липкими волосками и ферментативными выделениями на стебле.

## Ботаническое описание
Многолетние растения с подземным корневищем. Наземные побеги железистые или железисто-мшистые. Нижние листья, ровные, опоясывающих побег соцветия. Соцветия имеют форму кисти. Околоцветник одиночный. 6 тычинок с сильно уплощенными нитями, у основания расширенные. Пестики у основания апокарпические. Плод — многосеменная коробочка, яйцевидной или цилиндрической формы. Число хромосом 2n=30.

## Таксономия
Род Трианта включает 4 вида. Один из них — эндемик Японии, остальные родом из Северной Америки:
- Triantha glutinosa (Michx.) Baker
- Triantha japonica (Miq.) Baker
- Triantha occidentalis (S.Watson) R.R.Gates
- Triantha racemosa (Walter) Small

Сравнение последовательностей ДНК показало, что Triantha glutinosa может быть двух видов.